# Fasta mandat
Fasta mandat är en svensk benämning på mandat som har fördelats mellan valkretsar före ett allmänt val äger rum, till skillnad från så kallade utjämningsmandat. Motsvarande begrepp i Danmark är kredsmandat.

## Europaparlamentet
Innan varje val till Europaparlamentet fastställer Europaparlamentet mandatfördelningen mellan medlemsstaterna. Samtliga mandat är fasta mandat, det vill säga det finns inga utjämningsmandat på europeisk nivå i valen.

## Riksdagen
I Sveriges riksdag är 310 av de 349 mandaten så kallade fasta mandat, vilka fördelas mellan valkretsarna före valet på grundval av antalet röstberättigade personer i varje valkrets. Metoden som används för att bestämma hur många fasta mandat som varje valkrets ska ha kallas Hamiltons metod (efter den amerikanske statsmannen Alexander Hamilton) eller största rest-metoden. Den fungerar på så sätt att antalet röstberättigade i vardera valkrets multipliceras med antalet fasta mandat (310 till riksdagen). Summan divideras därefter med det totala antalet röstberättigade till riksdagen. För varje valkrets får man fram ett heltal (vilket motsvarar antalet mandat som initialt tilldelas valkretsarna) samt en decimaldel (rest). Om summan av heltalen för alla valkretsar är mindre än det totala antalet fasta mandat fördelas återstående mandat utefter den eller de valkretsar som har störst rest.
Fördelningen av fasta mandat för de 29 valkretsarna i 2022 års riksdagsval:
| Valkrets (valkretskod)            | Fasta mandat |
| --------------------------------- | ------------ |
| Stockholms kommun (1)             | 29           |
| Stockholms län (2)                | 40           |
| Uppsala län (3)                   | 12           |
| Södermanlands län (4)             | 9            |
| Östergötlands län (5)             | 14           |
| Jönköpings län (6)                | 11           |
| Kronobergs län (7)                | 6            |
| Kalmar län (8)                    | 8            |
| Gotlands län (9)                  | 2            |
| Blekinge län (10)                 | 5            |
| Malmö kommun (11)                 | 10           |
| Skåne läns västra (12)            | 9            |
| Skåne läns södra (13)             | 12           |
| Skåne läns norra och östra (14)   | 10           |
| Hallands län (15)                 | 10           |
| Göteborgs kommun (16)             | 17           |
| Västra Götalands läns västra (17) | 11           |
| Västra Götalands läns norra (18)  | 8            |
| Västra Götalands läns södra (19)  | 7            |
| Västra Götalands läns östra (20)  | 8            |
| Värmlands län (21)                | 9            |
| Örebro län (22)                   | 9            |
| Västmanlands län (23)             | 8            |
| Dalarnas län (24)                 | 9            |
| Gävleborgs län (25)               | 9            |
| Västernorrlands län (26)          | 8            |
| Jämtlands län (27)                | 4            |
| Västerbottens län (28)            | 8            |
| Norrbottens län (29)              | 8            |
| Total                             | 310          |

Övriga mandat är utjämningsmandat.

## Region- och kommunfullmäktige
Regioner och kommuner beslutar själva om val till dess politiska församlingar ska delas in i flera valkretsar eller omfatta en valkrets för hela valområdet. Utefter antalet röstberättigade beslutar region- och kommunfullmäktige hur många mandat som fullmäktige ska ha totalt. Nio tiondelar av mandaten ska vara fasta valkretsmandat och ⅒ utjämningsmandat. I fördelningen hur många fasta respektive utjämningsmandat som varje valkrets ska ha gäller samma princip som till riksdagen (beskrivs ovan). Att utjämningsmandat används i kommuner som är indelade i flera valkretsar infördes före valen 2018. Länsstyrelsen beslutar senast den 30 april valåret hur många fasta mandat varje valkrets ska ha.